# Foreningen Oprør
Foreningen Oprør er en venstreorienteret, regerings-kritisk forening, der blev dannet i 2004 på baggrund af regeringens terrorpakke. Terrorpakken kriminaliserer bl.a. en række bevægelser og organisationer, der anses for at udøve eller give støtte til terrorisme. Foreningen Oprør har siden bl.a. støttet de to organisationer FARC og PFLP politisk og økonomisk. Både FARC og PFLP er at finde på såvel USAs som EU's terrorliste, og anses også fra officielt dansk hold for at være terrororganisationer. Foreningen Oprør anser dem for befrielsesbevægelser, og deres støtte skal ifølge foreningen selv ses som ”…en anerkendelse af den væbnede modstandskamp, som de to bevægelser fører mod det colombianske regimes brutale undertrykkelse og mod Israels ulovlige besættelse af Palæstina”. 
Foreningens kerneområde er ifølge foreningen selv beskyttelse af frihedsbegrebet og ytringsfriheden. Foreningen er således modstandere af den terrorpakke, der blev vedtaget i 2002, som den mener, er med til at indskrænke ytringsfriheden og andre frihedsbegreber. Terrorparagraffen er bl.a. anvendt til at censurere foreningen Oprørs hjemmeside og sigte et medlem af Oprør for terrorstøtte på baggrund af en udtalelse på tv.

## Retssag
Talspersonen for Foreningen Oprør Patrick Mac Manus blev mandag den 15. marts 2010 i dømt et halvt års betinget fængsel for at samle 100.000 kroner ind til organisationerne FARC og PFLP. Politiet havde i første omgang opgivet at køre en retssag imod foreningen Oprør, da politiet ikke mente beviserne strakte sig nødvendigt for en domfældelse, men efter pres fra justitsministeren blev sagen igen genåbnet.

## Tidslinje
- Februar 2004: Foreningen Oprør stiftes.
- Maj 2004: Oprør har 500 medlemmer og varsler i pressen aktiviteter mod antidemokratiske terrorlove.
- Juni 2004: Oprør erklærer sig enig i statsministerens anerkendelse af retten til væbnet modstandskamp mod den tyske besættelse af Danmark 1940-45. Statsministeren inviteres til at være protektor for foreningen, men afslår.
- August 2004: Forbudt fest, hvor Oprør samler ind til befrielsesbevægelserne FARC og PFLP*.
- September 2004: Med et stort kulturelt arrangement markerer Oprør den 11. september 1973, hvor et USA-støttet kup væltede den demokratiske regering i Chile, og 11. september 2001 der blev startskuddet til den internationale krig mod terror
- Oktober 2004: Indsamlingsfest i København for FARC og PFLP. Oprør overfører 2 x 50.000 kroner til henholdsvis FARC og PFLP.
- Oktober 2004: Colombias regering forlanger Oprørs talspersoner udleveret. Colombias indenrigs- og justitsminister truer offentligt talsperson for Oprør. Colombias nordiske ambassadør besøger København for at lægge pres på den danske justitsminister. Colombias præsident Uribe lover at Oprørs medlemmer vil blive forfulgt og straffet hårdt.
- November 2004: Kulturarrangement og fest for foreningens foreløbige succes.
- December 2004: Oprør runder 700 medlemmer. Lokalafdeling af Oprør stiftes i Århus.
- Januar 2005: Politiet opgiver sag mod Oprør, men fortryder senere og genoptager sagen. Medlemmer af Oprør mødes med Folketingets Udenrigsudvalg.
- Marts 2005: Oprør holder sit 2. årsmøde. Få dage senere anmeldes Colombias vicepræsident for meddelagtighed i tortur og mord, da han besøger Danmark for at presse på i sagen mod Oprør.
- Maj 2005: Oprør offentliggør international appel, som opfordrer organisationer i Europa til at støtte frihedsbevægelser, som kæmper for sekulære, demokratiske og humanistiske mål.
- August 2005: En talsperson for Oprør gentager den internationale appel i TV-Avisen. Herefter anholdes og sigtes han for at opfordre til at støtte terrorisme. Hans hjem og arbejdsplads ransages af politiet.
- August 2005: Oprør får 24 timer af politiet til at fjerne den internationale appel fra foreningens hjemmeside. En enig forening beslutter dog ikke at fjerne appellen. Der afsiges kendelse i Københavns Byret, der giver politiet lov til at censurere i Oprørs hjemmeside og beslaglægge appellen.
- August 2005: Oprørs internationale appel figurerer på stadig flere organisationers og mediers hjemmesider. Politiet erkender det bliver svært at håndhæve forbuddet mod den.
- November 2005: Medlemmer af Oprør mødes med Folketingets Retsudvalg.
- December 2005: En række organisationer kontaktes af politiet med påbud om at fjerne Oprørs appel fra deres hjemmeside. Samtlige organisationer nægter at følge politiets ordre.
- December 2005: 30 kendte svenskere danner Demokratiuppropet, en forening med samme målsætning som Oprør, der også samler ind til befrielsesbevægelser. Organisationer og enkeltpersoner i en række lande kontakter Oprør for at starte lignende initiativer.
- Februar 2006: Politiet beslaglægger Oprørs internationale appel fra Dagbladet Arbejderens hjemmeside. Dagbladet Arbejderen protesterer mod censuren.
- Marts 2006: Jurister melder at politiets censur af Dagbladet Arbejderens hjemmeside som citerede Oprørs internationale appel, ikke er lovlig.Medieansvarsloven sikrer, at kun redaktøren kan stilles til ansvar for indholdet i en avis. Internetudbyderen kan ikke gøres ansvarlig. Desuden har politiet censureret avisens hjemmeside uden en dommerkendelse.
- April 2006: Censuren af Oprørs hjemmeside skal prøves i Højesteret. Oprør får tilladelse af procesbevillingsnævnet til at kære landsrettens accept af politiets beslaglæggelse af foreningens internationale appel. Den internationale appel kan stadig findes på en lang række hjemmesider, hvor danske og udenlandske organisationer har valgt i ytringsfrihedens navn at publicere appellen. Den kan også stadig læses på Folketingets hjemmeside.
- Juni 2006: Statsministeren og justitsministeren melder at terrorlovgivningen overtrumfer medieansvarsloven. Derfor mener de det er i orden at censurere Dagbladet Arbejderens hjemmeside.
- December 2007: Efter tøjfirmaet Fighters+Lovers bliver frikendt for terrorstøtte bliver Oprørs appel igen lagt på nettet.
- Marts 2010: Oprørs talsmand Patrick Mac Manus bliver idømt seks måneders betinget fængsel for at have medvirket til indsamling af 100.000 kroner til PFLP og FARC.